# Nesna
Nesna è un comune norvegese della contea di Nordland.